# سیارک ۲۲۹۹۰
سیارک ۲۲۹۹۰ (به انگلیسی: 22990 Mattbrenner، نامگذاری:1999VA62) بیست و دو هزار و نهصد و نودمین سیارک کشف شده‌است که در ۴ نوامبر ۱۹۹۹ کشف شد.
قدر مطلق سیارک برابر ۱۴٫۸ است.